# Miscogaster eleus
Miscogaster eleus är en stekelart som beskrevs av Walker 1839. Miscogaster eleus ingår i släktet Miscogaster och familjen puppglanssteklar. Inga underarter finns listade i Catalogue of Life.